# Attila Monostori
Attila Monostori (Budapest, Hungría; 28 de enero de 1971 – 8 de marzo de 2025) fue un waterpolista húngara.

## Carrera

### Club
| Periodo   | Club              |
| --------- | ----------------- |
| 1988–1995 | Tungsram SC       |
| 1995–1996 | Kordax BSC        |
| 1996–1999 | BVSC              |
| 1999–2001 | Pro Recco         |
| 2001–2002 | President Bologna |
| 2002–2004 | Savona WC         |
| 2004–2005 | BVSC              |
| 2005–2006 | Ferencváros       |
| 2006–2008 | Szegedi VE        |
| 2008–2012 | CSM Oradea        |
| 2012–2013 | Pécsi VSK         |
| 2013–2014 | Kecskemét VE      |

### Selección nacional
Jugó para Hungría en 114 ocasiones de 1993 a 2012, ganó la Copa Mundial de Waterpolo en 1995, dos veces finalista del Campeonato Europeo de Waterpolo y participó en los Juegos Olímpicos de Atlanta 1996.

## Logros

### Club
- Liga de Hungría de waterpolo masculino (4): 1992, 1997, 1998, 1999
- Liga de Rumanía de waterpolo masculino (4): 2009, 2010, 2011, 2012

### Selección nacional
- Copa Mundial de Waterpolo (1): 1995